# Karl Keiling
Karl Keiling (ur. 1893, zm.?) – zbrodniarz hitlerowski, członek załogi obozu koncentracyjnego Flossenbürg i SS-Sturmscharführer.
Członek Waffen-SS od lutego 1940, który należał do załogi Flossenbürga od 4 marca 1940 do kwietnia 1945 roku. Keiling pełnił funkcję strażnika w obozie głównym. Kierował również jedną z kolumn ewakuacyjnych więźniów podczas marszu śmierci, który miał miejsce w kwietniu 1945 roku. Zastrzelił wówczas kilku więźniów niezdolnych do dalszego marszu.
W pierwszym procesie załogi Flossenbürga Karl Keiling został skazany na karę śmierci przez amerykański Trybunał Wojskowy w Dachau. Wyrok zamieniono jednak w akcie łaski na dożywotnie pozbawienie wolności.